# Nekton
Nekton je grupa organizama koja aktivno pliva (odnosi se na organizme koji žive u vodi, najčešće u okeanima i jezerima). Među nektonskim životinjama najbrojnije su ribe.

## Okeanski nekton
Okeanski nekton životinja, u velikoj meri se sastoji od 3 grupe (klade):
- kičmenjaci daju najveći doprinos, ovim životinjama su baze kosti ili hrskavice
- mekušci su životinje kao što su kamenice, lazanje i biljke kapice
- rakovi su životinje kao što su jastog i kraba

## Etimologija
Izraz nekton je skovao Ernst Hekel (1834-1919). Proučavanje plivajučih organizama (biofludinamika, biomehanika, morfologija motorike tečnosti, lokomotorna psihologija) naziva se nektologija. Čovek koji proučava sve pojmove plivajućih organizama, zove se nektologista.

## Spoljašnje veze
- Stefan Nehring and Ute Albrecht (1997): „Benthos und das redundante Benthon: Neologismen in der deutschsprachigen Limnologie“. In: Lauterbornia H. 31: 17-30, Dinkelscherben, Dezember 1997 E-Text (PDF-Datei)